# Harany (rejon orszański)
Harany (biał. Гараны; ros. Горяны, Goriany) – wieś na Białorusi, w obwodzie witebskim, w rejonie orszańskim, w sielsowiecie Barzdouka.